# Coffee & TV
Coffee & TV is een nummer van de Britse alternatieve rockband Blur uit 1999. Het is de tweede single van hun derde studioalbum 13.
"Coffee & TV" werd geschreven door gitarist Graham Coxon en gaat over diens alcoholverslaving. Het nummer is vooral bekend vanwege de bijbehorende videoclip, waarin een pak melk op zoek gaat naar Coxon. Coxon staat op de zijkant van dit pak melk aangegeven als vermist persoon. Met deze clip viel Blur in de prijzen; de clip won in 1999 en 2000 de NME Awards en de MTV Europe Music Awards in de categorie 'beste video'.
Het nummer werd een hit op de Britse eilanden en bereikte de 11e positie in het Verenigd Koninkrijk. In het Nederlandse taalgebied bereikte de plaat geen hitlijsten; wel geniet het er bekendheid, mede dankzij de videoclip.

## Tracklijst
Cd-single
1. "Coffee & TV"
2. "Trade Stylee" (Alex's Bugman remix)
3. "Metal Hip Slop" (Graham's Bugman remix)
4. "Coyote" (Dave's Bugman remix)
5. "X-Offender" (Damon / Control Freak's Bugman remix)